# Aleka Paparīga
Alexandra Nikolaou Paparīga, detta "Aleka" (in greco Αλεξάνδρα Νικολάου "Αλέκα" Παπαρήγα?; Atene, 5 novembre 1945), è una politica greca.
Dal 1991 al 2013 è stata segretaria generale del Partito Comunista di Grecia, risultando la prima donna a coprire tale incarico.

## I primi anni
I genitori erano combattenti della resistenza nazionale e membri del Partito Comunista di Grecia.
Si laureò al corso storico-archeologico della facoltà di filosofia dell'Università di Atene e in seguito lavorò per otto anni in vari uffici contabili. Nello stesso periodo ha esercitato la professione di insegnante privata. Dal 1976 ha lavorato esclusivamente nel partito e in attività sociali.

## Carriera politica
Paparīga esordì come attivista del movimento per la pace nel 1961 e presto all'organizzazione giovanile della EDA. Fu attiva in varie scuole e movimenti studenteschi fino al colpo di stato militare dei colonnelli nel 1967. Durante tale periodo fu membro del Bureau dell'organizzazione studentesca della giovanile dell'EDA e successivamente del Bureau dell'organizzazione Giovani Studenti democratici "Lambrakis".

### Dittatura
Si unì al Partito Comunista di Grecia illegalmente nel 1968 durante la dittatura dei colonnelli e fu attiva nel movimento dei familiari dei prigionieri.

### Repubblica
Dopo la fine della dittatura, divenne membro del Bureau del Comitato Cittadino dell'Organizzazione dei Partiti di Atene (KOA), e fu attiva nel movimento femminista. Membro fondatore della Federazione delle donne greche, ha partecipato all'organizzazione degli eventi nazionali per la Giornata internazionale della donna. È stata tra i leader del movimento femminista fino al 1981, e successivamente fu attiva nel KOA fino al 1991. Durante le sue attività nel movimento femminista, ha partecipato ai congressi internazionali del Women's International Democratic Federation, alle Nazioni Unite, e a molti altri simposi e conferenze internazionali.
Paparīga è divenuta membro del Comitato Centrale del Partito Comunista di Grecia fin dal 10º congresso tenutosi nel maggio 1978 e del Politburo del Comitato Centrale dal 1986. Il 27 febbraio 1991 al 13º congresso del Partito, è stata eletta Segretaria Generale del Partito Comunista, ed è stata rieletta a tale carica all'unanimità il 26 maggio 1996 al 15º congresso. Nel febbraio 2009, Paparīga è stata nuovamente rieletta Segretaria Generale al 18º congresso, divenendo così il leader più longevo del partito.
Come candidata del Partito Comunista di Grecia nella circoscrizione di Atene, Paparīga è stata eletta nel Parlamento greco fin dalle elezioni parlamentari del 1993.

## Altre informazioni
È autrice di due libri sull'emancipazione femminile.